# Thaix
Thaix est une commune française située dans le département de la Nièvre, en région Bourgogne-Franche-Comté.

## Géographie
Hydrographie
Hameaux, villages, écarts, lieux-dits
- Couëron  -  Vroux -  la Nocle  -

### Climat
Pour des articles plus généraux, voir Climat de la Bourgogne-Franche-Comté et Climat de la Nièvre.
En 2010, le climat de la commune est de type climat océanique dégradé des plaines du Centre et du Nord, selon une étude du Centre national de la recherche scientifique s'appuyant sur une série de données couvrant la période 1971-2000. En 2020, Météo-France publie une typologie des climats de la France métropolitaine dans laquelle la commune est exposée à un climat océanique altéré et est dans la région climatique  Centre et contreforts nord du Massif Central, caractérisée par un air sec en été et un bon ensoleillement. 
Pour la période 1971-2000, la température annuelle moyenne est de 10,9 °C, avec une amplitude thermique annuelle de 16,3 °C. Le cumul annuel moyen de précipitations est de 875 mm, avec 12,6 jours de précipitations en janvier et 7,9 jours en juillet. Pour la période 1991-2020, la température moyenne annuelle observée sur la station météorologique de Météo-France la plus proche, « Fours », sur la commune de Fours à 3 km à vol d'oiseau, est de 11,4 °C et le cumul annuel moyen de précipitations est de 904,1 mm. 
La température maximale relevée sur cette station est de 40,8 °C, atteinte le 5 août 2003 ; la température minimale est de −13,2 °C, atteinte le 24 décembre 2001,,. 
Les paramètres climatiques de la commune ont été estimés pour le milieu du siècle (2041-2070) selon différents scénarios d'émission de gaz à effet de serre à partir des nouvelles projections climatiques de référence DRIAS-2020. Ils sont consultables sur un site dédié publié par Météo-France en novembre 2022.

## Urbanisme

### Typologie
Au 1er janvier 2024, Thaix est catégorisée commune rurale à habitat très dispersé, selon la nouvelle grille communale de densité à sept niveaux définie par l'Insee en 2022.
Elle est située hors unité urbaine et hors attraction des villes,.

### Occupation des sols
L'occupation des sols de la commune, telle qu'elle ressort de la base de données européenne d’occupation biophysique des sols Corine Land Cover (CLC), est marquée par l'importance des territoires agricoles (68,8 % en 2018), une proportion identique à celle de 1990 (68,8 %). La répartition détaillée en 2018 est la suivante : prairies (60,3 %), forêts (30,8 %), zones agricoles hétérogènes (4,8 %), terres arables (3,7 %), milieux à végétation arbustive et/ou herbacée (0,3 %). L'évolution de l’occupation des sols de la commune et de ses infrastructures peut être observée sur les différentes représentations cartographiques du territoire : la carte de Cassini (XVIIIe siècle), la carte d'état-major (1820-1866) et les cartes ou photos aériennes de l'IGN pour la période actuelle (1950 à aujourd'hui).

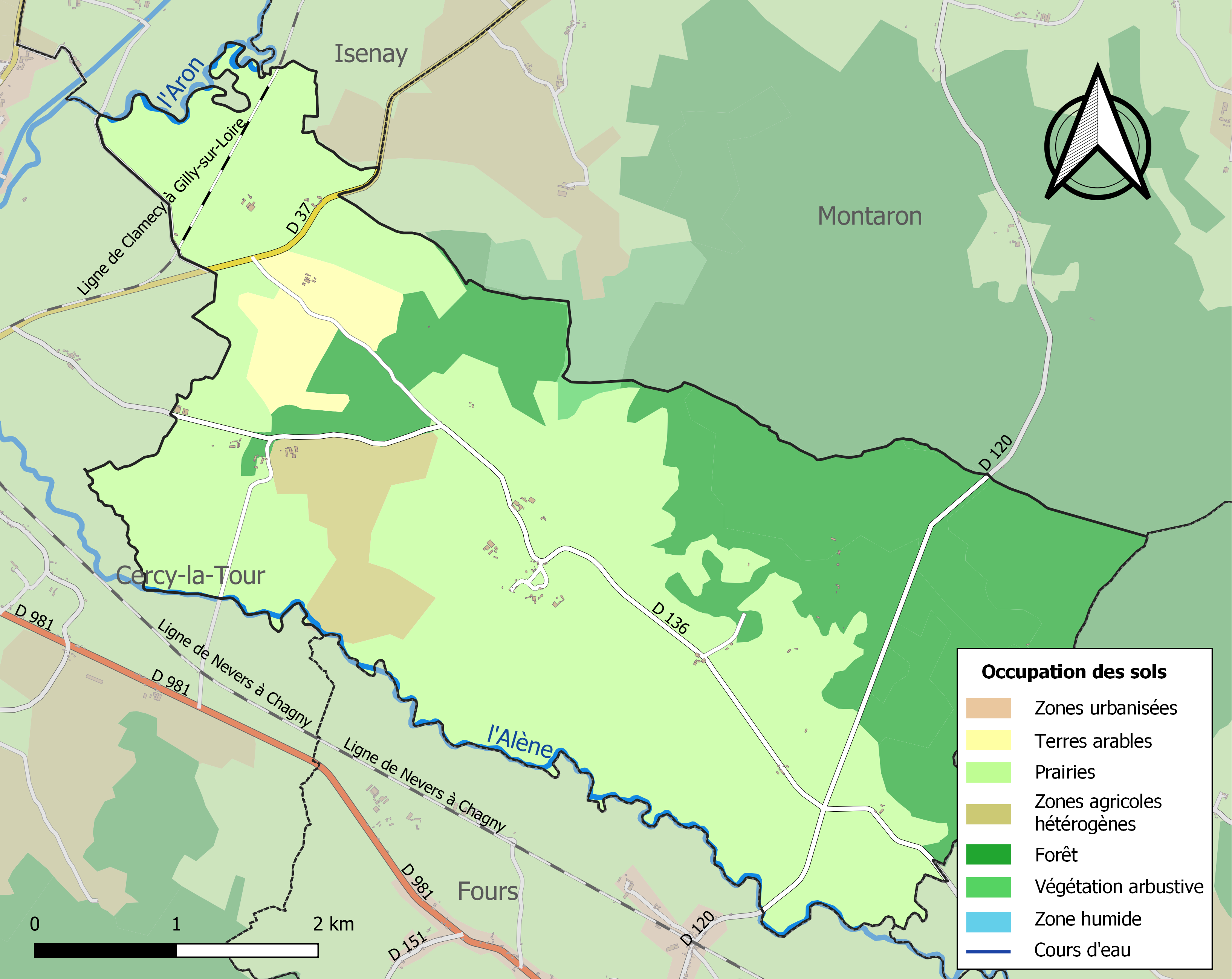
Carte des infrastructures et de l'occupation des sols de la commune en 2018 (CLC).

## Toponymie
Attestée sous la forme Thays en 1273 puis Thaes en 1315.
Tire son nom d'un mot d'ancien français pour le « blaireau », la forme courte tays, taix, ici employé seul.

## Histoire
Divisée depuis la nuit des temps en plusieurs fiefs, la plus grande partie de cette ancienne paroisse était la possession du prieuré de Mazille, jusqu'à la fin du XVIe siècle. On y trouvait 5 justices relevant du roi et que le duc de Nevers en possédait sept.
Fief de Couëron
La vaste demeure actuelle remplace une ancienne maison forte construite jadis à proximité de cette dernière. Elle fut construite à la fin du XIXe siècle par Imbart de La Tour. Les seigneurs successifs en furent :
- 1353 - Jean de Brion, qui tient sa terre du comte de Nevers ;
- 1582 - Philippe de Charry, fils de Martin de Charry ;
- 1642 - Ponthus de Couëron, écuyer, et Esmée Popillon de Ryau, dame de Couëron, Martigny et Thaix ;
- 1646 - Jacques de Rolland, puis sa veuve Anne d'Arcy; François de Rolland, chevalier ;
- 1688 - Anne Catherine de Rolland, dame de Couëron, elle donna son nom à la troisième cloche de Cery ;
- 1702 - Étienne Mellon, conseiller du roi, receveur des tailles à l'élection de Nevers ; Antoinette Serpetier ; Martialle Mellon ; Anne Edme Elisabeth Perrette Mellon ;
- 1773 - Mlle Melon ;
- 1818 - Imbart de La Tour, époux de Rose Tissier.

Fief près de l'église
Il s'y trouvait autrefois une motte et une maison forte, avec comme seigneurs :
- 1289 - Pernin, fils de Guillaume Joannet Geoffroy de Souzy ;
- 1329 - Jean des Bruères ;
- 1349 - Philippe Lorgens ;
- 1353 - Jean Lorgens ;
- 1357 - Guyot, seigneur de Brion et Thaix ;
- 1406 - Philibert de Bryon ;
- 1437 - Jean de Corbigny, citoyen de Nevers à Brion et à Thaix ;
- 1582 - Pierre de Marcilly, par dot Philiberte du Lac.

Autre fief
Les seigneurs du Tremblay possédaient un fief à Thaix
- 1406 - Gaucher de Corvol et Jeanne de Poussery, son épouse rendent hommage à Philippe de Bourgogne, comte de Nevers pour l'étang de Thaix.
- 1447 - Philippe de Courvol, seigneur du Tremblay, Thaix.
- 1494 - Puis ses fils Gaucher IV et Antoine.

Fief des seigneurs de La Nocle
Ces seigneurs détenaient également un fief à Thaix
- 1371 - Gauthier de Sautur, rend hommage à Louis II de Flandre, comte de Nevers pour ses terres à Thaix
- 1411 - Alips de Sautur, dame de La Nocle, épouse de Arnaud de Senneterre. Leur fille Emgarde apporta en dot La Nocle à Guy de Salins. Une de leurs filles épousa Antoine de Rochebaron, seigneur de Berzé-le-Châtel, conseiller et chambellan du duc de Bourgogne, qui devint seigneur de Thaix, La Nocle et Maulaix. Ce fief perdura jusqu'à la Révolution.

Fiefs de Vroux
Ce fief dit était composé de deux seigneuries distinctes. Il est dit aussi :  Vero, Varo, Veroux, Vairo, et était inséparable de celui de La Guette à Cercy-la-Tour. Les seigneurs de Vroux devaient rendre hommage à ceux de Vandenesse, et eurent pour vasseaux les seigneurs de Poussery (Montaron); La Guette, Martigny et Chaumigny  (en partie). La plus importante seigneurie possédait une maison forte dite :  la Tour Carrée sur une motte avec double enceinte et des fossés remplis d'eau. Ses différents seigneurs furent :
- 1271 - Guyot de Beaumont, écuyer, au nom de Marguerite, fille de feu Guy de Brechard ;
- 1291 - Gui de Beaumont qui pria Robert III de Flandre, comte de Nevers de recevoir l'hommage de son fils Jeannot de Beaumont pour sa maison de Vero qu'il lui laissa en partage ;
- 1331 - Robert de Billy, seigneur de la Tour et maison de Verou ;
- 1377 - Jean de Billy vend à Pierre de Nourry, seigneur de Vandenesse, une partie de la terre de Verou.

## Politique et administration
| Période                                  | Période   | Identité         | Étiquette | Qualité           |
| ---------------------------------------- | --------- | ---------------- | --------- | ----------------- |
| mars 2001                                | mars 2008 | Michel Bourgneuf | DVD       | Agent d'assurance |
| mars 2008                                | en cours  | David Joyeux     | PS        | Éleveur           |
| Les données manquantes sont à compléter. |           |                  |           |                   |

## Démographie
L'évolution du nombre d'habitants est connue à travers les recensements de la population effectués dans la commune depuis 1793. Pour les communes de moins de 10 000 habitants, une enquête de recensement portant sur toute la population est réalisée tous les cinq ans, les populations de référence des années intermédiaires étant quant à elles estimées par interpolation ou extrapolation. Pour la commune, le premier recensement exhaustif entrant dans le cadre du nouveau dispositif a été réalisé en 2007.

En 2022, la commune comptait 43 habitants, en évolution de −20,37 % par rapport à 2016 (Nièvre : −3,28 %, France hors Mayotte : +2,11 %).
| 1793 | 1800 | 1806 | 1821 | 1831 | 1836 | 1841 | 1846 | 1851 |
| ---- | ---- | ---- | ---- | ---- | ---- | ---- | ---- | ---- |
| 264  | 270  | 295  | 333  | 312  | 296  | 287  | 270  | 251  |

| 1856 | 1861 | 1866 | 1872 | 1876 | 1881 | 1886 | 1891 | 1896 |
| ---- | ---- | ---- | ---- | ---- | ---- | ---- | ---- | ---- |
| 243  | 247  | 263  | 235  | 252  | 230  | 265  | 255  | 236  |

| 1901 | 1906 | 1911 | 1921 | 1926 | 1931 | 1936 | 1946 | 1954 |
| ---- | ---- | ---- | ---- | ---- | ---- | ---- | ---- | ---- |
| 212  | 184  | 178  | 175  | 170  | 150  | 136  | 135  | 118  |

| 1962 | 1968 | 1975 | 1982 | 1990 | 1999 | 2006 | 2007 | 2012 |
| ---- | ---- | ---- | ---- | ---- | ---- | ---- | ---- | ---- |
| 115  | 108  | 100  | 91   | 79   | 63   | 62   | 62   | 63   |

| 2017 | 2022 | - | - | - | - | - | - | - |
| ---- | ---- | - | - | - | - | - | - | - |
| 50   | 43   | - | - | - | - | - | - | - |

- 1827 sa population était de 333 habitants,
- 1946, elle est passée à 135 habitants et en
- 1954,  à 118 habitants.

## Économie
Tournée vers l'agriculture et partuiculièrement l'élevage de race charolaise, elle subit depuis bien longtemps un déclin démographique et la fermeture de ses commerces traditionnels.

## Lieux et monuments

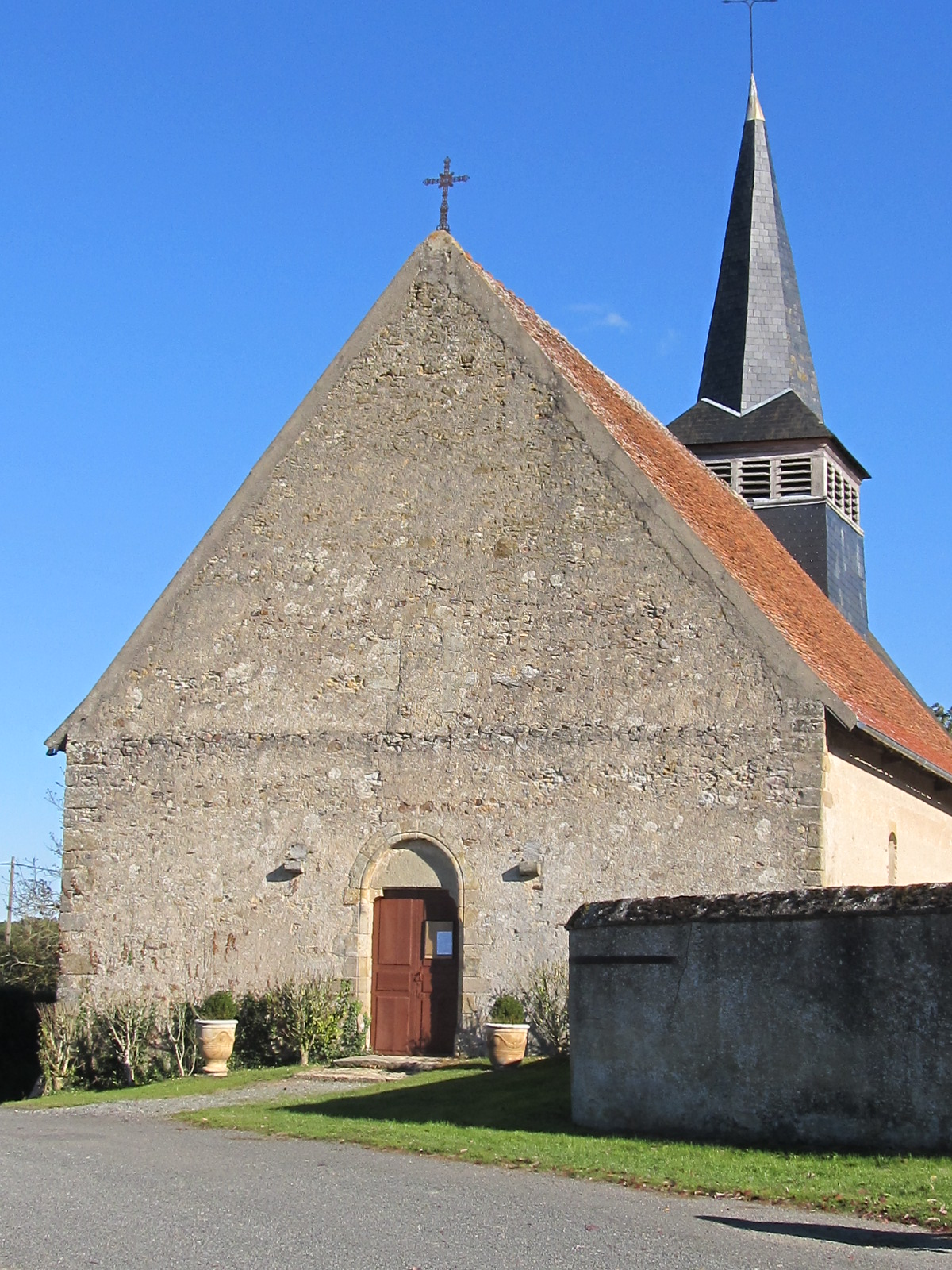
L'église.

### Religieux
- Église Saint-Martin de Thaix : la paroisse fut érigée en 1083 et possédait déjà une église, possession de l'abbaye Saint-Germain d'Auxerre en 1099. Cet édifice, de style roman date des XIIe et XVe siècles. Le chœur est recouvert d'une croisée d'ogives qui retombent sur des têtes sculptées en pierre et datant du XIVe siècle. Dans la nef se trouvent deux statues en bois polychrome de saint Denis et saint Martin. L'État en 1882 offrit une toile de Théodule Ribot représentant le Martyre de saint Sébastien.

### Civils
- Étang de Thaix.
- Château de Couëron.
- Château de l'Échelle[18] : Construction du XIXe siècle réalisée par le marquis Armand de Pomereu d’Aligre (par ailleurs propriétaire du château de Baronville) vers 1865 puis à cause de la guerre de 1870, la construction prendra du retard et ne sera achevée par David de Pénanrun et l'entreprise Danchaud & Peslot que quelques années plus tard. De style Renaissance, ce château se compose d'un corps de logis surélevé flanqué aux angles de tours à mâchicoulis et créneaux. Un balcon au second étage de la façade sud et des tourelles viennent agrémentés l'édifice.
Son nom lui vient du fait que, pour choisir le plus beau point de vue, l'architecte fit déplacer une grande échelle à différents endroits du parc. Il fut partiellement incendié en 1936.
- La Tour Carrée de Vroux .
- Rendez-vous de chasse : au nord-est du château de l'Échelle, édifice désaffecté du XIXe siècle.

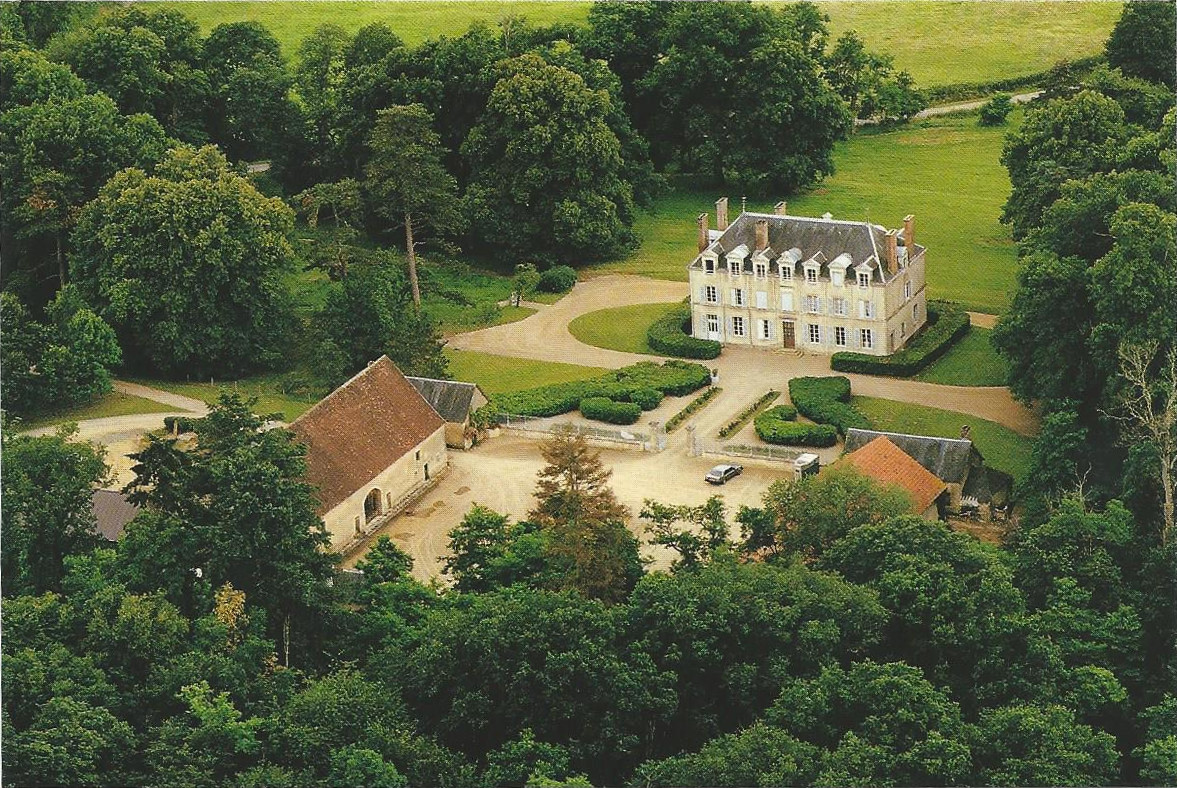
Château.
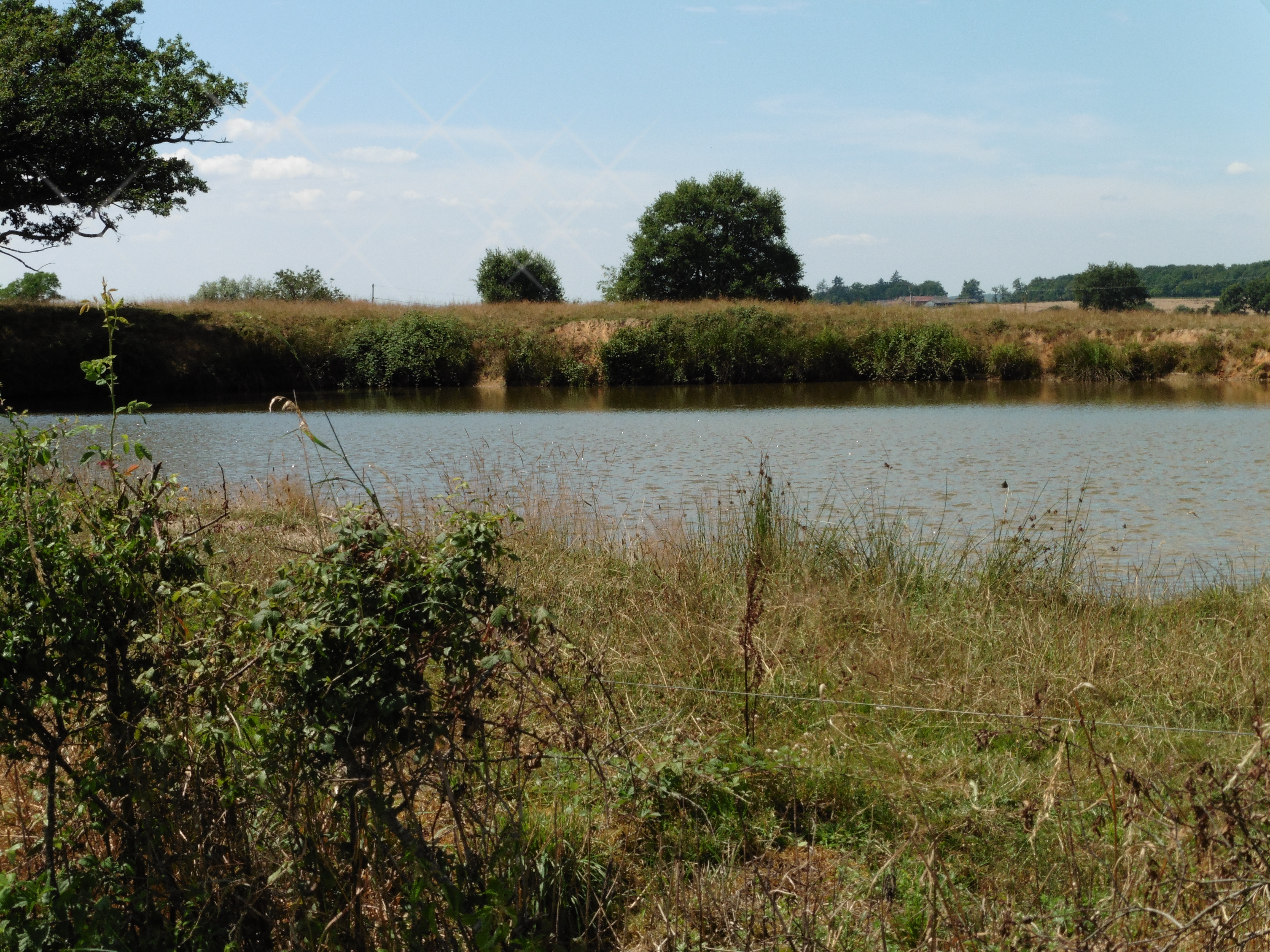
L'étang.
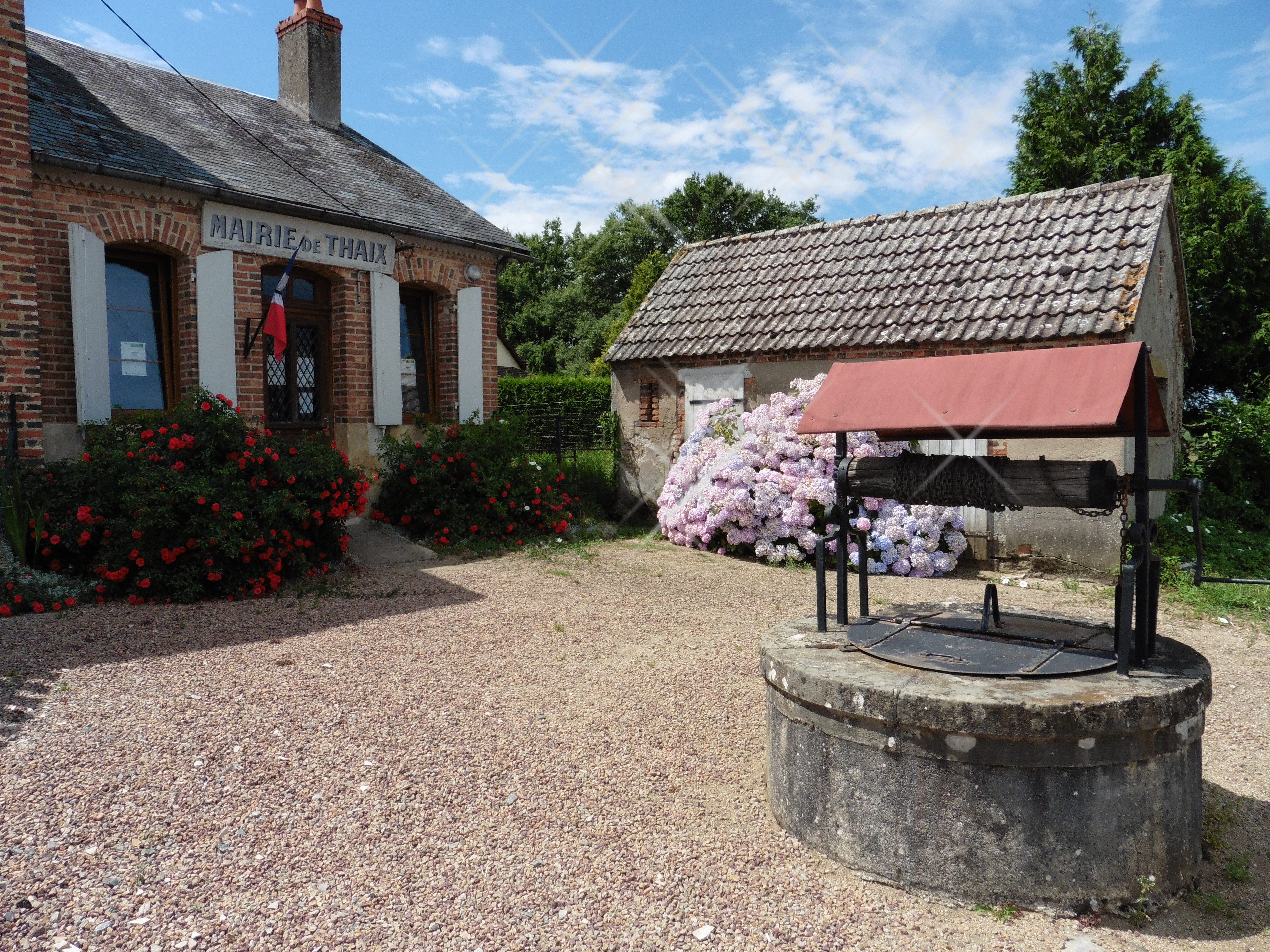
Le puits de la mairie.